# 成美橋
成美橋是臺北市一座橫跨基隆河南北兩岸的橋樑。

## 簡介
- 成美橋向南主要連接基隆河南岸的松山區及南港區，另一端則為內湖區，是市區通往內湖科技園區的重要橋梁。
- 成美橋屬於台北市內逾三十年以上的老舊橋梁，因此，市政府編列經費予以維修補強，以延長其使用年限及耐震度。[1]
- 成美橋於上、下班時間常常形成嚴重壅塞，每每成為市政交通的檢討要點，故計畫將其拓寬，但困難度頗高[2]。

## 圖片集

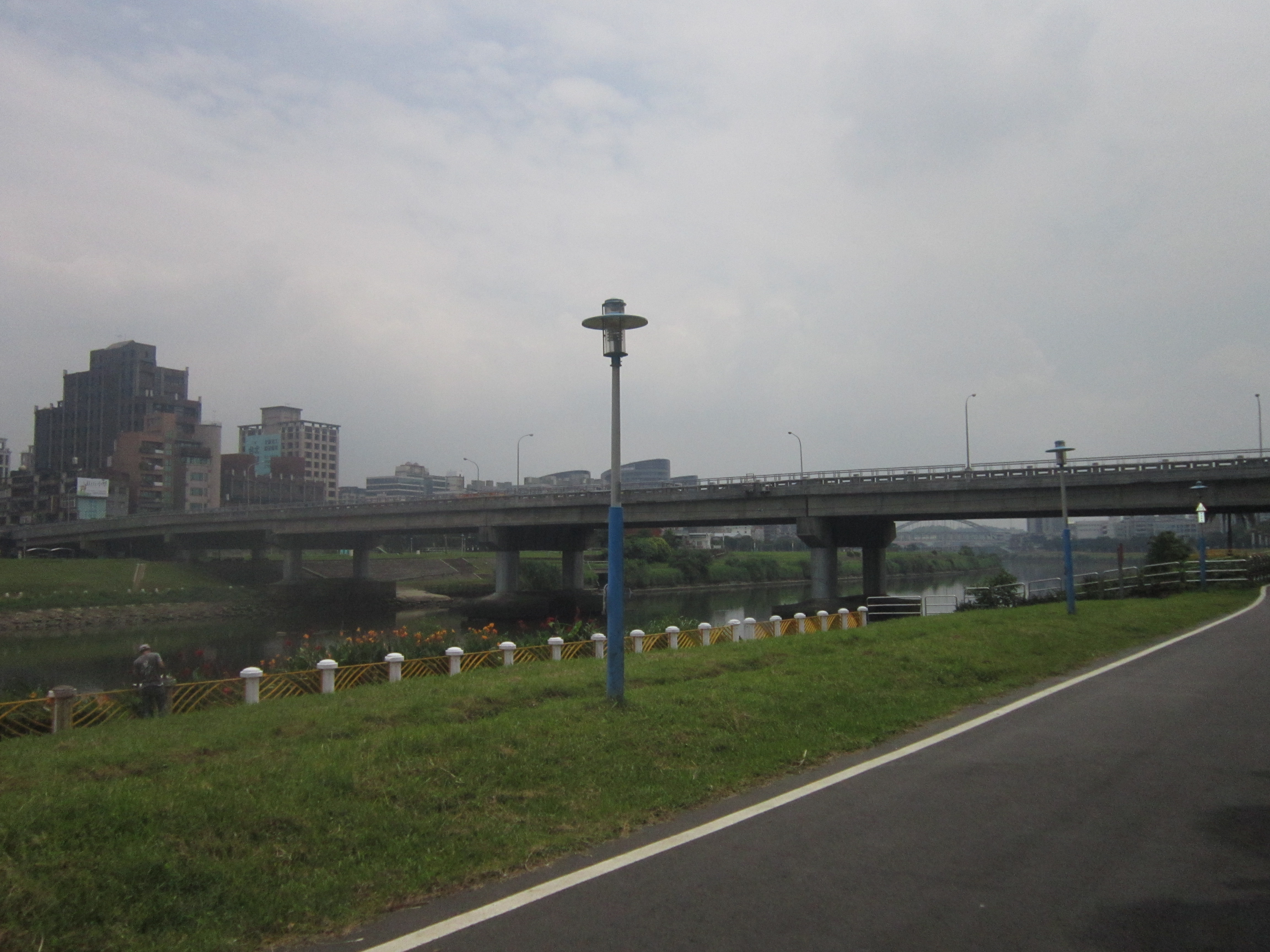
於基隆河南岸遠眺成美橋
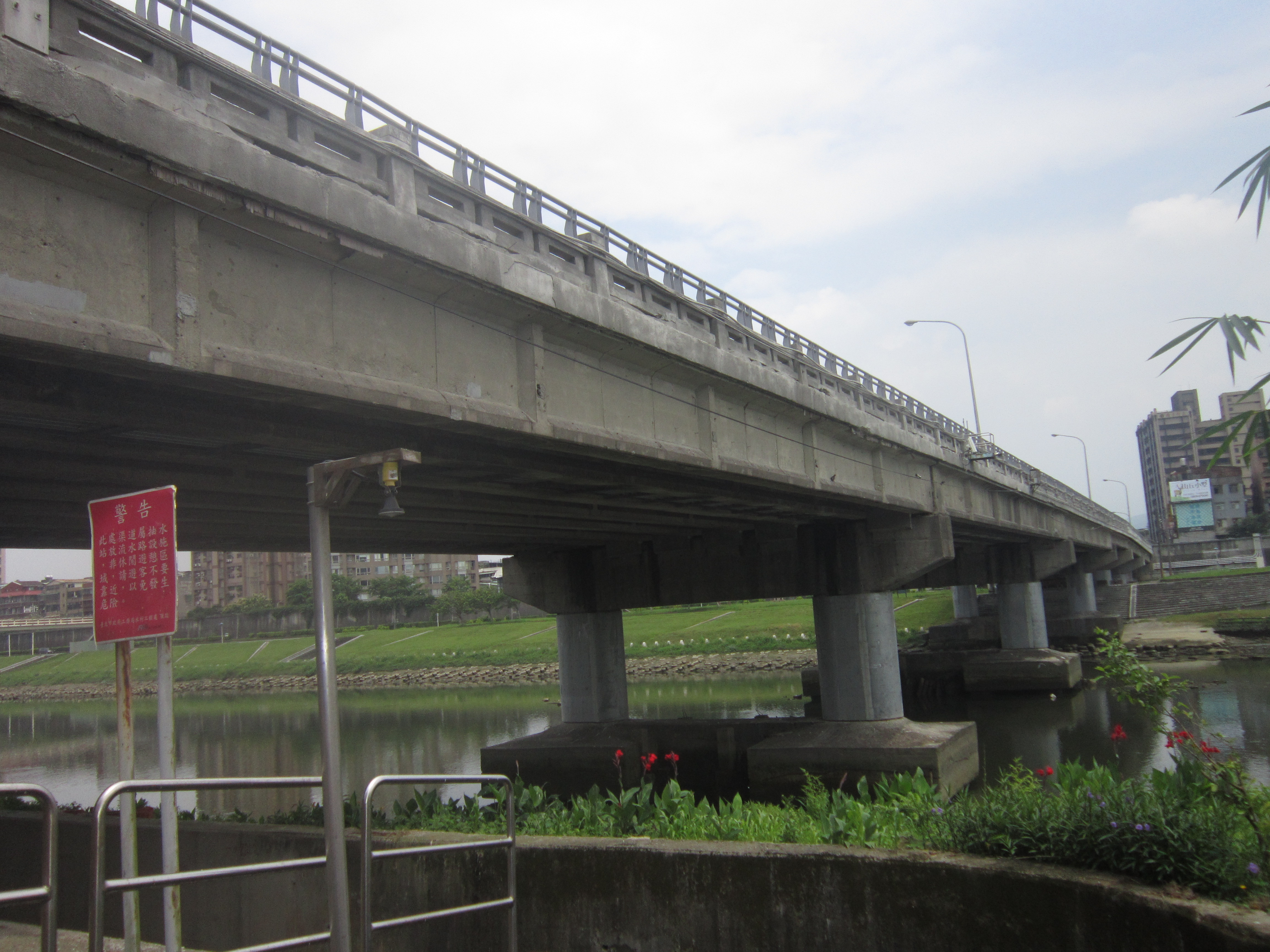
經過橋墩補強後的成美橋
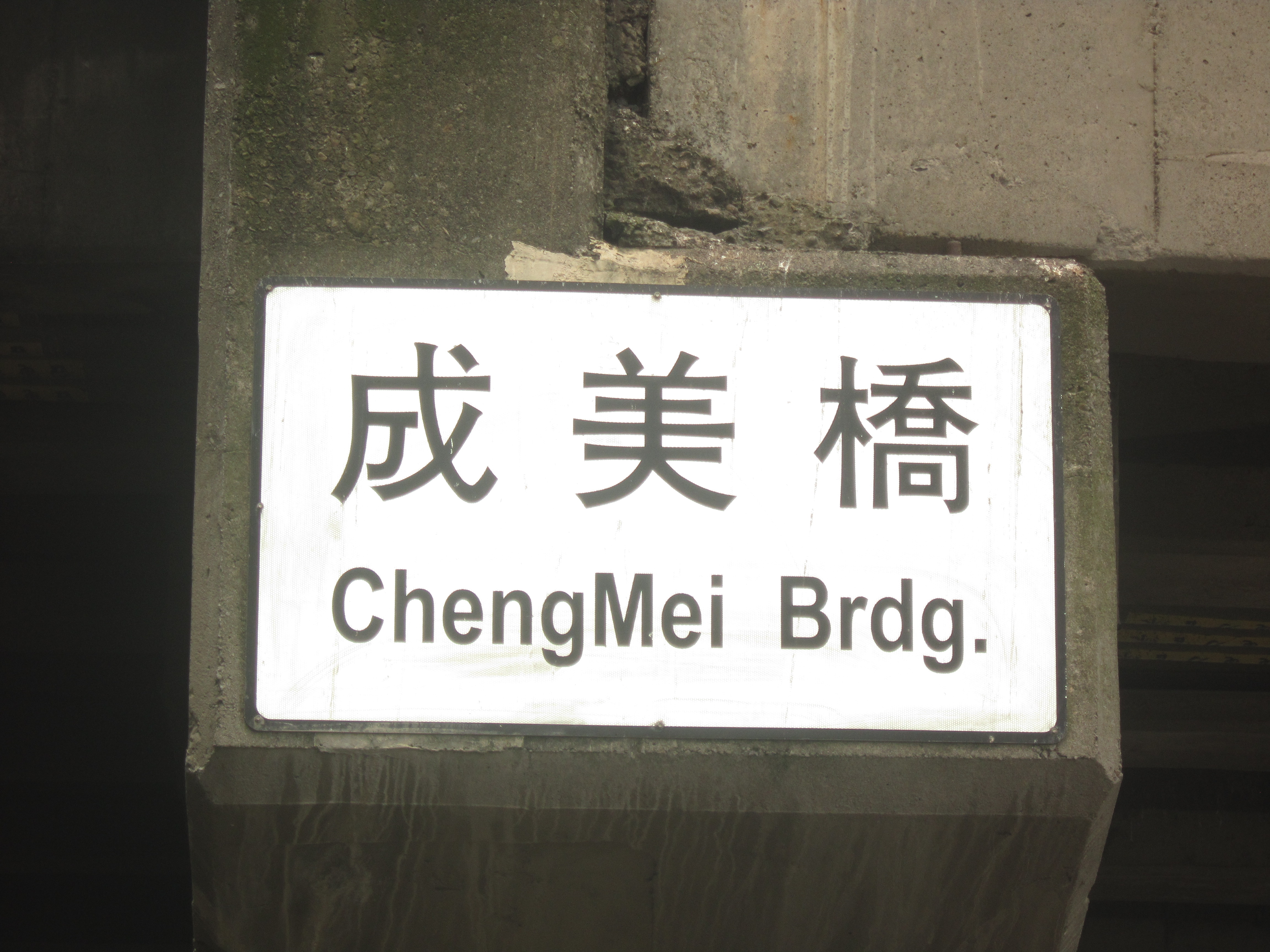
位於橋墩上的成美橋中英文橋名標註